# Bahram Xah
Bahram Xah ibn Massud  o, senzillament, Bahram Xah (1084-1157) fou sultà gaznèvida del 1117 al 1157, fill de Massud III Alà-ad-Dawla.
A la mort del seu pare Masud III Ala al-Dawla el 1115 el va succeir breument el seu segon fill Adud al-Dawla Shersad ben Masud (1115-1116) que només va regnar un any i fou enderrocat pel seu germà Malik Arslan Shah, que el va fer matar i es va coronar a Gazni el 22 de febrer de 1116. Va fer matar o cegar també a tots els seus germans i l'únic que se'n va escapar fou el seu germanastre Bahram Shah, fill de Masud i d'una altra esposa, que es trobava a Zamindawar en aquell moment; aquest príncep va decidir lluitar contra Arslan Shah i es va revoltar a Tiginabad o Tikinabad (de localització desconeguda, però segurament propera a Kandahar), però fou derrotat i va fugir cap al Sistan i Kirman. Arslanshah va consolidar la seva autoritat. Va tenir com a visir a Shams al-Wuzara Kutb al-Din Yusuf.
Bahram Shah (o Bahramshah) va anar a Merv a la cort del seljúcida del Khurasan Sandjar ibn Malik Shah on fou ben rebut; inicialment Sandjar no volia intervenir, ja que Arslanshah era fill d'una germana seva, però finalment va canviar de parer i va decidir donar suport a Bahram. La força seljúcida es va reunir a Bust a les forces de l'emir safàrida de Sistan Tadj al-Din Abu l-Fadl Nasr ibn Khalaf i els dos exèrcits reunits van derrotar Malik Arslan Shah encara que de manera no decisiva; finalment la batalla decisiva es va lliurar (febrer del 1117) a la plana de Shahrabad Gazna, on tot i la utilització d'elefants pels gaznèvides, foren derrotats.
Sandjar va entrar a Gazni i va posar a Bahramshah al tron com a tributari; Malik Arslan Shah va fugir cap als seus dominis a l'Índia on va reunir un exèrcit amb l'ajut del governador Muhammad ibn Ali de la família dels Bu Halim Shaybani, i quan les tropes de Sandjar van sortir de Gazni, va retornar a la seva capital de la qual Bahramshah va fugir sense intentar cap mena de resistència.
Sandjar va enviar una nova expedició per restaurar a Bahramshah i al cap d'un mes les forces seljúcides tornaven a ser a Gazni on Arslan Shah fou fet presoner i fou executat el setembre/octubre del 1118 quan tenia 27 anys.
El 1119 Bahram va entrar a les possessions índies per sotmetre a Muhammad Abu Hatim o Halim, governador de Lahore. Protegit per Sandjar va regnar sense quasi incidències fins al 1135; en aquest any va tractar de separar-se de la tutela de Sandjar però aquest li va imposar altre cop la seva sobirania el mateix any.
El 1148 va esclatar un conflicte entre els caps gúrides de Firuzkuh i Bahram, i aquest va fer matar (enverinar) al gúrida Kutb al-Din Muhammad; quan un altre germà, Sayf al-Din Suri va marxar i va ocupar Gazni, Bahram la va recuperar i el gúrida fou capturat i crucificat; un altre germà, Baha al-Din Sam I (1149) va morir abans de poder prendre cap mesura per venjar als seus germans, i el va succeir com amir i malik de Firuzkuh Ala al-Din Husayn. Va agafar el comandament de l'exèrcit que havia organitzat el seu germà Baha al-Din Sam i es va dirigir a Zamindawar (regió de la moderna Kandahar) i va lliurar batalla als gaznèvides prop del poble de Teginabad; els gúrides van formar una muralla protectora d'escuts per la seva infanteria i amb aquesta tàctica van poder derrotar les forces gaznèvides que disposaven d'elefants i cavalleria. Bahram Shah va fugir cap a Gazni i després d'altres derrotes parcials es va retirar cap al nord de l'Índia. Ala al-Din Husayn va entrar a Gazni i la va saquejar el que li va valer el seu malnom de Djansuz (Incendiari del món). Va destruir totes les tombes del sultans gaznèvides i els seus cossos foren exhumats i cremats excepte els de Mahmud ben Sebuktegin, Masud I ben Mahmud i Ibrahim ben Masud; les biblioteques gaznèvides plenes de llibres recollits arreu, van ser cremades; els edificis públics destruïts; i els que van estar implicats d'alguna manera en la mort dels seus germans van patir una mort horrible. després d'aquestos fets Gazni va quedar reduïda a una petita vila provincial. Després Ala al-Din Husayn va anar cap sud i va fer el mateix a Bust, on va cremar els palaus dels gaznèvides (1150/1151)
Bahram es va refugiar a les seves possessions índies. El 1152 Ala al-Din Husayn va deixar de pagar tribut a Sandjar, i va avançar des de Firuzkuh cap al Hari Rud, en direcció a Herat, però fou derrotat decisivament a Nab per l'exèrcit seljúcida i fou fet presoner (1152). Va restar presoner durant uns dos anys i fou en aquest temps que Bahram Shah va recuperar Gazni i va tornar a dominar la regió de Ghor (1152 i 1153) i encara que va poder conservar Gazni fins a la seva mort el 1157 el seu fill Khusraw Xah ibn Bahram la va haver d'abandonar definitivament.